# Habitatge al carrer Manlleu, 23 (Vic)
L'Habitatge al carrer Manlleu, 23 és una obra amb elements modernistes i barrocs de Vic (Osona) inclosa a l'Inventari del Patrimoni Arquitectònic de Catalunya.

## Descripció
Edifici civil. Casa entre mitgera que consta de planta baixa, dos pisos, golfes i coberta en teula aràbiga a dues vessants. La part de la façana de la planta ha estat reformada amb una gran obertura rectangular, apaïsada, amb angles arrodonits donant cabuda als portals i aparadors de la botiga. Al primer pis s'hi obren dues finestres conopials, una d'elles mutilada per la superposició d'un balcó que correspon al segon pis i té la barana de forja i la llinda també conopial. A l'altre costat i també al segon pis s'hi obre una finestra amb llinda gotitzant. A les golfes s'hi obren dues sèries de badius en grups de tres separats per columnes corínties. Els arcs de mig punt. Els ràfecs són de ceràmica vidriada i sostinguts per bigues. L'estat de conservació és mitjà, sobretot als pisos que semblen deshabitats.

## Història
Edifici fruit de diverses intervencions en els segles XVIII, XIX i XX. La reforma que es feu als anys 70 de la botiga al nostre entendre és força desafortunada.
Situada a l'antic camí itinerant que arribava a la ciutat i que va començar a créixer al segle xii. Al segle xiii va creixent el raval del carrer de Manlleu i al segle xiv es comença a construir el convent de les clarisses entre aquest carrer i el de Santa Joaquima. Al segle xvi comença a construir-se Santa Clara la Nova i al segle xvii s'hi instal·len els carmelitans descalços (a l'actual Sant Miquel). A partir d'aquest segle es comencen a construir els eixamples de la ciutat i es refà el barri de Santa Eulàlia entre els carrer de Manlleu i els dels caputxins. Al segle xviii desapareix el portal d'aquest carrer. Al segle xix finalment acaba amb l'eixample de l'horta d'en Xandri entre aquest carrer i el Gurb.